# Sciades gilmouri
Sciades gilmouri là một loài bọ cánh cứng trong họ Cerambycidae.